# Однородное пространство

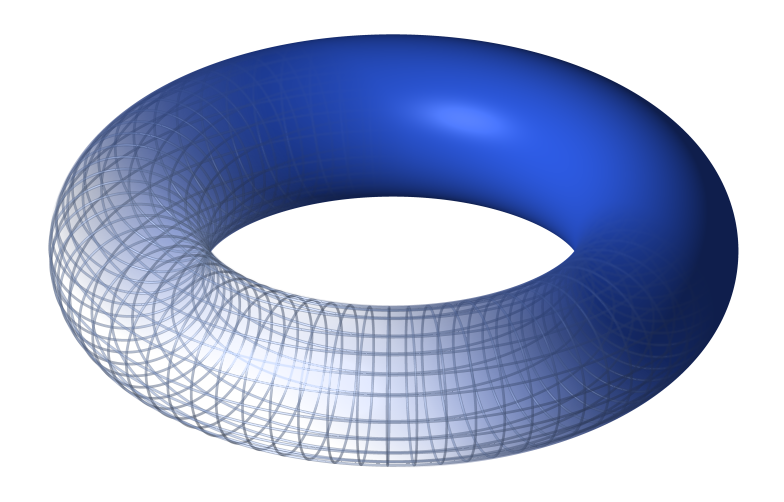
Тор.
Стандартный тор является однородным по группам его диффеоморфизмов и гомеоморфизмов, а плоский тор однороден по его группам диффеоморфизмов, гомеоморфизмов и изометрий.

Однородное пространство неформально можно описать, как пространство, в котором все точки одинаковы, то есть существует симметрия пространства, переводящая любую точку в другую. Определение довольно общее и имеет несколько вариантов. Однородное пространство включает в себя пространства классической геометрии, такие как евклидово пространство, пространство Лобачевского, аффинное пространство, проективное пространство и другие.

## Определение
Однородное пространство — множество X с выделенным транзитивным действием группы G.
- Элементы X называются точками однородного пространства.
- Элементы G называются симметриями пространства, а сама группа G называется группой движений, или основной группой, однородного пространства.
- Подгруппа {\displaystyle H_{x}<G}, фиксирующая элемент {\displaystyle x\in X}, называется стабилизатором {\displaystyle x}.
- Если множество X наделено дополнительной структурой, например, метрикой, топологией или гладкой структурой, то обычно предполагается, что действие G сохраняет эту структуру. Например, в случае метрики действие предполагается изометрическим. Аналогично, если X является гладким многообразием, то элементы группы являются диффеоморфизмами.

## Свойства
- Все стабилизаторы являются сопряжёнными подгруппами.
- Однородное пространство с основной группой G можно отождествить с левыми классами смежности стабилизатора H. В этом случае левое действие G на себе порождает действие на пространстве классов смежности G/H.

## Примеры
Метрические пространства
- Евклидово пространство {\displaystyle \mathbb {E} ^{n}} с действием группы изометрий; стабилизатором этого действия является группа {\displaystyle \mathrm {O} (n)} ортогональных преобразований.
- Стандартная сфера {\displaystyle \mathbb {S} ^{n}} со следующими действиями:
  - Группы {\displaystyle \mathrm {O} (n)} ортогональных преобразований; стабилизатор этого действия изоморфен группе {\displaystyle \mathrm {O} (n-1)}.
  - Группы {\displaystyle \mathrm {SO} (n)} — специальной ортогональной группы; стабилизатор этого действия изоморфен группе {\displaystyle \mathrm {SO} (n-1)}.
- Пространство Лобачевского с действием группы Лоренца.
- Грассманиан: {\displaystyle \mathrm {Gr} (r,n)=\mathrm {O} (n)/(\mathrm {O} (r)\times \mathrm {O} (n-r))}.

Другие
- Аффинное пространство (для аффинной группы, точечный стабилизатор полной линейной группы): {\displaystyle \mathbf {A} ^{n}=\mathrm {Aff} (n,K)/\mathrm {GL} (n,k)}.
- Топологические векторные пространства (в топологическом смысле).
- Антидеситтеровское пространство: {\displaystyle \mathrm {AdS} _{n+1}=\mathrm {O} (2,n)/\mathrm {O} (1,n)}.

## Вариации и обобщения
- Метрическое пространство {\displaystyle X} называется {\displaystyle n} точечно однородным, если изометрического отображения {\displaystyle n}-точечно подмножества {\displaystyle K\subset X} в {\displaystyle X} можно продолжить до изометрии {\displaystyle X}
- Аналогично определяются конечно однородные, счётно однородные, компактно однородные пространства и так далее.
- Двойное фактор-пространство {\displaystyle G/\!/H} — фактор группы {\displaystyle G} по подгруппе {\displaystyle H<G\times G}, действующей на {\displaystyle G} справа и слева.
- Предоднородные векторные пространства — конечномерное векторное пространство V с действием алгебраической группы G такое, что существует орбита G, открытая в топологии Зарисского (а потому плотная). Примером является группа GL(1), действующая в одномерном пространстве. Идею предоднородных векторных пространств предложил Микио Сато.
- Подобно однородное пространство — метрическое пространство {\displaystyle (X,\rho )} при условии, когда группа его подобий действует транзитивно на {\displaystyle X}.